# Майсурские ракеты

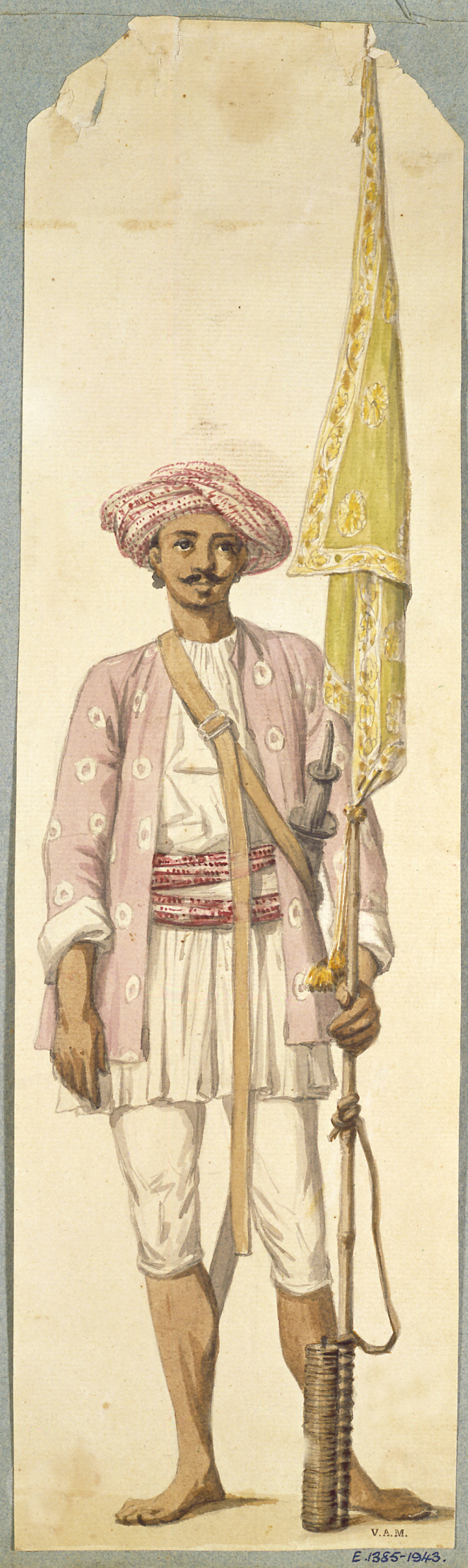
Майсурский солдат с ракетой, служащей древком для флага

Майсу́рские раке́ты — ракетное оружие, разработанное и успешно применявшееся южноиндийским мусульманским княжеством Майсур в XVIII веке в англо-майсурских войнах. После захвата Майсура Британская империя наладила в начале XIX века на основе трофеев выпуск собственных боевых ракет, заложив основы европейского ракетостроения.

## История

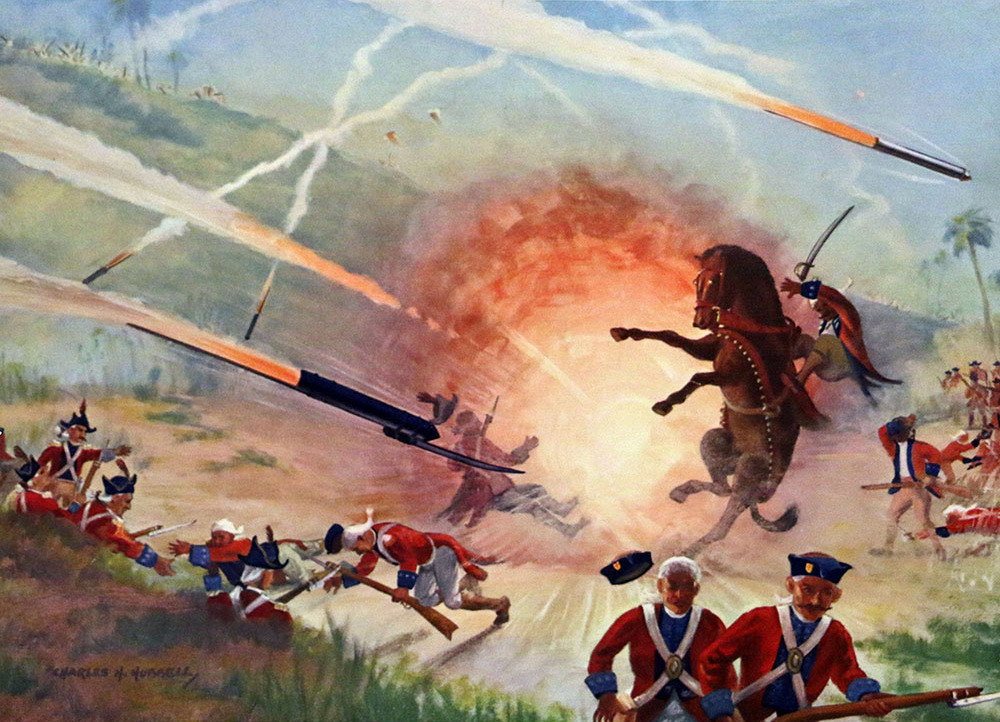
Майсурские ракеты поражают британских солдат в битве при Гунтуре (1780) во второй англо-майсурской войне

Ракеты применялись в войнах начиная, как минимум, с XIII столетия, причём задолго до того служили в качестве сигнальных. Уже в XIV веке китайцы использовали их для защиты от монгольских захватчиков, индийские моголы в XVI—XVII веках часто применяли их на поле боя, европейцы же начали экспериментировать с ними ещё в XV веке. Во второй половине XVIII века фактический правитель индийского княжества Майсур Хайдер Али разработал первые прототипы более прочных ракет, наполненных взрывчаткой, с корпусом из металла (до этого он изготавливался из картона). Его нововведение было доработано его сыном Типу, который спроектировал и изготовил цилиндрические железные трубы. Они позволяли сильно сжать порох и, следовательно, увеличить дальность полёта. В средневековом технопарке ремесленники, ставшие ракетчиками (джорки), проводили эксперименты по улучшению чугунного литья, точности и дальности полёта ракет на основе базовых расчётов, чтобы точно настроить параметры запуска. Это позволяло ракетам разных размеров и веса поражать цели на разных расстояниях и высотах. Например, колёсные тележки были оснащены несколькими ракетными пандусами, чтобы бригады реактивной артиллерии могли запускать одномоментно около дюжины ракет.
Один из разработчиков, Зайнул-Абидин Шустари, составил для правителя Майсура Типу Султана руководство по боевому применению ракет «Фатхул-муджахидин» («Победа моджахедов»). Копии этого руководства раздали всем офицерам армии Майсура. В разное время в армии Майсура состояло от 1200 до 5000 ракетчиков.
Во время Второй англо-майсурской войны в битве при Поллилуре (1780 год) разрушительный обстрел ракетного корпуса Типу поджёг склады боеприпасов Ост-Индской компании, нанеся британской армии одно из самых тяжёлых поражений в Индии. Была также создана установка реактивного залпового огня, запускавшая по 5—10 ракет одновременно; эта установка успешно применялась, в частности, при осаде Хонора (англ. Honore) в 1784 году.
Изготовленные на основе майсурских «ракеты Конгрива» впервые британцы применили в войне против французов в 1806 году. Ракеты нашли широкое применение в разных военных кампаниях XIX века, затем появились в армиях других европейских стран. В XX веке технологии, идущие от майсурских ракет, привели к созданию современных боевых ракет.

## Характеристики
Майсурские ракеты состояли из железной трубки, закрытой с одного конца, и прикреплённого к ней бамбукового стержня длиной более 1 м. Железная трубка содержала чёрный порох, действуя и как камера сгорания, и как ударный элемент.
- Длина ракеты — около 20 см.
- Диаметр — от 3,8 до 7,6 см.
- Дальность полёта — до 2 км.

## Археологические находки
В XXI веке в различных местах южной Индии археологами были найдены сотни и тысячи железных корпусов майсурских ракет. Более 1000 ракет были обнаружены в иле заброшенного колодца в одной из деревень округа Шимога в штате Карнатака.